# Fondo pío beneficial
La santidad de Pío VI concedió a Carlos III el 14 de mayo de 1780, la facultad de retener la tercera parte del valor de las rentas de las prebendas y beneficios cuya dotación excediera de 600 ducados, teniendo residencia y de 300 no teniéndola. El fondo que resultó de esta deducción se llamó fondo pío beneficial, por la fuente que la producía y por hallarse aplicado al sostén de los hospicios, al socorro de la mendicidad y al empleo útil de los pobres.
Carlos IV, por su decreto de 30 de noviembre de 1792 suspendió la ejecución de esta gracia, mandando retener en vez de la tercera, la décima parte solo del valor de los beneficios y dejando la administración a los obispos y cabildos que debían proponer a S. M. el destino de los fondos aplicándolos a sostener labradores pobres, a promover la industria, educar la juventud desvalida, casar doncellas pobres y establecer casas de expósitos.